# 上海出版印刷高等专科学校
上海出版印刷高等专科学校是中華人民共和國上海市的一個專業以出版和印刷為主的高等專科學校，由上海市教委、上海理工大学和新聞出版署共同管理，同时悬挂上海理工大學出版印刷與藝術設計學院铭牌（2007年5月學院揭幕）。学校的前身是上海印刷學校，成立於1953年10月。1962年，上海出版學校併入上海印刷學校。文化大革命期間停止辦學。1978年恢復辦學。1987年，上海印刷學校升格為大專，並且更名為上海出版印刷專科學校。1994年改為現名。2003年，學校劃歸上海理工大學管轄。图书馆四楼设有上海印刷博物馆。

## 上海印刷博物馆
上海出版印刷高等专科学校图书馆四楼整层为上海印刷博物馆，是一座印刷业专题博物馆，于1998年落成。

## 外部連結
- 官方网站